# Sveti Mauricije
Sveti Mauricije (koptski: Ⲁⲃⲃⲁ Ⲙⲱⲣⲓⲥ), starorimski legionar, podrijetlom Kopt, tebanski vojskovođa, kršćanski mučenik, svetac Katoličke, Koptske i Istočnih pravoslavnih crkava. Po njemu je nazvan otok Mauricijus. Zaštitnik je Austrije, Njemačke, Piemonta, Sardinije, švicarskoga kantona Appenzell Innerrhodena te mjesta Saint–Mauricea i St. Moritza.

## Vanjske poveznice
|  | Zajednički poslužitelj ima još gradiva o temi Sveti Mauricije |